# 神戸聖ミカエル教会
神戸聖ミカエル教会（こうべせいミカエルきょうかい）は神戸市中央区にあるキリスト教教会で、日本聖公会神戸教区（兵庫県から山口県まで、および四国四県）の主教座聖堂である。

## 神戸教区
日本聖公会神戸教区は、兵庫県（芦屋市・西宮市・尼崎市を除く）、中国地方5県（岡山県・広島県・山口県・島根県・鳥取県）、四国4県（愛媛県・香川県・高知県・徳島県）の合計10県の聖公会教会をカバーしている。
兵庫県神戸市にある神戸聖ミカエル教会が主教座聖堂で、ここに教区事務所もある。神戸市内にはこの他３つの教会があり、兵庫県には他に1912年起源の姫路顕栄教会などもある。
西隣りの岡山県は1907年設立の聖オーガスチン教会など、広島県には戦後1950年に建てられた広島復活教会など、山口県には下関フランシス・ザビエル教会などがある。日本海側では、島根県に1886年設立の松江基督教会など、鳥取県は米子聖ニコラス教会、戦後1956年設立の鳥取聖ルカ教会がある。
四国では、香川県に1929年設立の高松聖ヤコブ教会など、徳島県には1880年起源の徳島インマヌエル教会など、愛媛県には松山聖アンデレ教会など、高知県には1904年から高知で活動を始め、現在の礼拝堂は1932年に献堂された高知聖パウロ教会がある。
その後太平洋戦争中に日本聖公会がなくなる時期を経て、戦後に復活して、現在は28の教会と3つの伝道所があり、2,306名の信徒と30名の教役者（2009年12月現在）がいる。関係施設では、聖ミカエル国際学校、神戸国際大学、神戸松蔭女子学院大学、神戸国際大学付属高等学校、松蔭高等学校・中学校、幼稚園16園、保育園4園、特別養護老人ホームなどがある。
神戸教区の主教は、（オーガスチン）小林尚明第8代主教である。

## 神戸聖ミカエル教会
神戸聖ミカエル教会の歴史は、1876年来日したイングランド教会宣教師のＨ.Ｊ.フォスが神戸市中央区鯉川筋に伝道所を設立した時期に始まる。1881年に教会の定礎式を行ない、聖ミカエル教会とした。
その後司祭は、ガードナー、辻井亨、山辺久吉、ケッテルウエル、竹内宗六牧師らに代わり、1931年から40年間は八代斌助牧師（神戸教区第三代主教）へ代わり、1971年からは八代欽一（後の神戸教区第五代主教）が司牧した。その後の牧師は、秋山義孝（1993年～）、中村豊（1999年～）、芳我秀一（2005年～）、上原信幸（2010年～）、瀬山公一司（2016年～）である。
初代の教会堂は1891年に焼失し、場所を中山手通6丁目に変えて新築したが、1945年の神戸大空襲で焼失した。1959年に、現在の場所（中央区下山手通5-11-1）に神戸教区主教座聖堂・聖ミカエル教会が新築され、その聖別式は日本聖公会宣教100年記念式典のために来日したジェフリー・フィッシャー（Geoffrey Fisher）第99代カンタベリー大主教も出席して行われた。

## 教会関連施設
教会関連施設として、聖ミカエル幼保連携型認定こども園、特別養護老人ホーム「オリンピア」 がある。

## 英語集会
伝統ある英語集会もあり、船員センターへの派遣司祭が司式する。現在（2024年1月）、センターが改築中であり、聖ミカエル国際学校（St. Michael's International School）で行われている。日本聖公会での英語集会は、他に聖オルバン教会と横浜山手聖公会で行われている。

## 船員センター
神戸聖ミカエル教会と関係ある船員センター（ミッション・ツー・シーフェアラー）が近くにある。

## 参照項目
- 日本聖公会神戸教区